# Lupiñén-Ortilla
Lupiñén-Ortilla – gmina w Hiszpanii, w prowincji Huesca, w Aragonii, o powierzchni 110,07 km². W 2011 roku gmina liczyła 378 mieszkańców.